# 马卡拉尼
马卡拉尼是巴西巴伊亚州的一个市镇。总面积1371.657平方公里，总人口14986人，人口密度10.9人/平方公里。